# Острів Джованні
Острів Джованні (яп. ジョバンニの島; дзьобанні но сіма) — повнометражний анімаційний фільм режисера Нісікубо Мідзухо, у якому розповідається про двох братів і їхнє життя після того, як як наприкінці Другої світової війни острів Шикотан, займають радянські війська. Лейтмотивом фільму є роман Кендзі Міядзави "Night on the Galactic Railroad".
Прем'єра відбулася 22 лютого 2014 року.
Аніме засноване на історії реальних людей 

## Сюжет
Історія розповідає про двох братів, Джунпея та Канту, які живуть на острові Шикотан зі своїм дідусем-рибалкою та їхнім батьком. Після поразки Японії у Другій світовій війні та вторгнення радянської Червоної армії на острови сім’я змушена переїхати до стайні, а сім’я російського командира, серед них донька командира Таня, переїжджає до головного будинку.
У школі російські діти займають половину будівлі, і через це між росіянами та японцями відчувається певна ворожнеча і своєрідне змагання, проте під час перерв поступово вони починають спілкуватися. Після штовханини на ігровому майданчику Джунпей наштовхується на Таню, вони стають друзями, і двох братів згодом запрошують до Тані на вечерю. Незабаром хлопці стають друзями із дівчинкою.
Дядько братів, Хідео, просить Джунпея запалити вночі сигнальні вогнища, щоб він міг здійснити поїздку на головний острів за пайками, оскільки у них закінчується рис. Тим часом їхній батько, Тацуо, за допомогою їхнього шкільного вчителя, Савако, таємно постачає решті села продукти харчування із складів. Коли Хідео дізнається про це, він намагається контрабандою вивезти їжу для продажу за межі острова, але натомість його ловлять росіяни. Тацуо поспішає до печери, де зберігаються запаси, і його заарештовують.
25 вересня 1947 року японців на острові змушують зібратися в гавані, щоб їх відправили назад на материк. Джунпей і Канта вирушили разом із Савако, а їхній дід вирішив залишитися, вирішивши провести свої останні хвилини в морі. Троє возз’єднуються з дядьком Хідео під час посадки на корабель і через кілька днів прибувають до табору для інтернованих у Маока, на заході Карафуто де чекають на корабель, що відвезе їх назад до Японії. Хідео дізнається, що Тацуо живий і перебуває в іншому таборі для інтернованих на іншому боці гір «просто в двох кроках». Канта, розуміючи його слова буквально, відправляється назустріч своєму батькові, йому допомагає Джунпей. Савако та Хідео вистежують їх наступного дня, і, на подив Хідео, Савако вирішує також відвідати табір Тацуо, адже, як виявилось ще раніше, була давно закохана в нього. Вони вчотирьох їдуть до доту, де ночують, але вранці помічають радянських солдатів, яким вдалося їх вистежити. Хідео біжить попереду як приманка, а Савако та діти втікають.Тріо таки добирається до табору для інтернованих, де утримують Тацуо, де вони прощаються зі слізьми на очах, а Тацуо обіцяє, що знайде спосіб возз’єднатися з ними, незважаючи ні на що. Однак, коли вони намагаються повернутися, Канта раптово сильно захворіває, і їх ловить охорона табору. Наглядач організовує відправку тріо назад до гавані вантажівкою, але Канта вмирає від своєї хвороби дорогою. Джунпей і Савако возз'єднуються з Хідео в гавані, де вони шикуються в чергу, щоб сісти на корабель назад до Японії. Джунпей продовжує розмовляти з Кантою про історію «Ніч на галактичній залізниці», щоб обдурити охоронців, аби вони подумали, що Канта все ще живий, щоб не позбулися його тіла на чужій землі. Під час розмови Джунпей бачить, як дух Канти їде на примарному поїзді до зірок.
56 років потому Савако та Джунпей повертаються на Шикотан і віддають шану на могилах Тацуо та Канти. У школі Джунпея влаштовують випускні для тих, хто так і не встиг закінчити школу, і за вечерею до Джунпея підходить дівчина-блондинка, внучка Тані. Вона передає йому блокнот, який містить один із ескізів Тані, котрі малював Джунпей, а Джунпей дає їй свою стару копію «Ніч на галактичній залізниці» у відповідь. Джунпей засмучений, дізнавшись, що рік тому померла Таня. Потім російські господарі починають грати музику, а учасники вечірки, як росіяни, так і японці, починають танцювати. Внучка Тані запрошує Джунпея танцювати з нею, і сцена перетворюється на духів корінних жителів Шикотану, які танцюють один з одним серед зірок.

## Теми
В аніме центрально є тема стосунків між завоювателями і завойованими, болісний досвід співжиття на одній території абсолютно різних за культурою і менталітетом народів. Поступово японські та російські діти вчаться співіснувати разом, приймаючи культуру одне одного, що може бути засобом для подолання неминучості жорстокості існування у цьому світі. 
Вплив роману К. Міядзави "Night on the Galactic Railroad", ця чарівна історія про потяг до зірок слугує путівник по життєвому шляху і дорогу крізь травми до дому для головних героїв фільму.

## Стиль
М'які кольори й округлі лінії на насиченому олівцевому тлі надає аніме виразного візуального вигляду, невинність персонажів відображається у простоті мальовки. На відміну від деталізованої реальності, коли хлопці згадують казковий потяг, на екрані переливаються фантастичні іскристі кольори та рух. 

## Сприйняття і критика
На IMDb рейтинг фільму складає 7,3.. Аніме також входить до 50 ключових аніме-фільмів на думку оглядачів Британського інституту кіно..